# Ryan M. Lance
Ryan M. Lance est un homme d'affaires américain et l'actuel Président-directeur général de ConocoPhillips.

## Biographie
Ryan M. Lance obtient un Bachelor of Science en génie pétrolier à la Montana Tech (en) de l'Université du Montana, à Butte (Montana).

## Carrière
Il commence sa carrière chez Atlantic Richfield Company (ARCO) en Alaska en 1984. En 1989, il est muté aux opérations ARCO à Bakersfield (Californie). En 1992, il est transféré à Midland au Texas pour travailler sur l'exploitation du méthane sur les gisements houillers d'ARCO dans le Bassin de San Juan. En 1994, il retourne en Alaska comme directeur de l'ingénierie dans l'exploration pétrolière. De 1996 à 1998, il travaille pour Vastar (une filiale d'ARCO, plus tard fusionné avec Amoco, et enfin BP ) à Houston, au Texas, en tant que directeur de la planification. En 1998, il devient vice-président de la Western North Slope pour ARCO Alaska. En 2001, il retourne à Houston comme directeur général des opérations du Bas-Canada pour la Phillips Petroleum Company . Lors de la fusion entre Conoco, Inc. et Phillips Petroleum Company en 2002, il devient vice-président de Basse-48 pour ConocoPhillips . Il est nommé CEO de ConocoPhillips en avril 2012.
Il siège aux conseils d'administration de Spindletop international, l'American Petroleum Institute et l'Independent Petroleum Association of America (IPAA). Il est membre de la Society of Petroleum Engineers.